# Péter Horváth
Péter Horváth (Budapest, 30 agosto 1974) è un ex nuotatore ungherese.
Specializzato nella farfalla ha partecipato alle Olimpiadi di Atlanta 1996 e di Sydney 2004.

## Palmarès
- Mondiali

Roma 1994: bronzo nella 4x100m misti.
Perth 1998: bronzo nella 4x100m misti.
- Europei

Atene 1991: bronzo nella 4x100m misti.
Sheffield 1993: argento nella 4x100m misti.
Vienna 1995: argento nella 4x100m misti.